# Ropica kenyensis
Ropica kenyensis är en skalbaggsart som beskrevs av Stefan von Breuning 1966. Ropica kenyensis ingår i släktet Ropica och familjen långhorningar.
Artens utbredningsområde är Kenya. Inga underarter finns listade i Catalogue of Life.